# Roots Search
Roots Search (ルーツ・サーチ　食心物体Ｘ, Rūtsu sāchi-shoku kokoro buttai X) est un film d'animation OAV sorti en 1986 au Japon. Cette œuvre qui mélange science-fiction et horreur a été critiquée pour sa mauvaise réalisation et son empreint de nombreux éléments du film Alien.

## Synopsis
À l’avenir, un équipage de quatre scientifiques de la station spatiale de Tolmetskius ESP atterrira sur le navire coulé d’une autre planète verte. 9 membres d'équipage sont morts, avec un seul capitaine Buzz survivant à bord. Les scientifiques portent le gars à la station, et avec elle - un étranger étrange qui ne montre pas de signes de vie. Sur l'insistance du chef, le corps étranger est jeté dans l'espace. Plus tard à bord, les membres de l'équipage commencent à souffrir d'hallucinations et de troubles mentaux, poursuivis par les erreurs qu'ils ont commises dans le passé, amis morts, connaissances et amants appellent à la vengeance. Cela les fait s'entretuer. Un peu plus tard, tous les scientifiques meurent, à l'exception de la seule fille nommée Moira, qui tombe amoureuse de Buzz. À la fin, Buzz et la fille font sauter la station, mais n’ont pas le temps de s’échapper.

## Fiche technique du film
- Titre :  Roots Search
- Réalisation :  Hisashi Sugai
- Scénario : Michiru Shimada
- Musique : Osamu Shooji
- Pays d'origine :  Japon
- Année de production : 1986
- Genre : science-fiction, horreur
- Durée : 45 minutes
- Dates de sortie: États-Unis (U.S Manga Corps)

## Thèmes musicaux
- "Labyrinth of the Universe" avec Kumiko Kaori
- "STARDUST SLOPE" avec Mitsuru Shimada